# Killian Hayes
Killian Hayes (Lakeland, 27 luglio 2001) è un cestista francese con cittadinanza statunitense, professionista nella NBA con i Brooklyn Nets.

## Inizi e giovanili
Figlio dell'ex cestista DeRon Hayes, è nato a Lakeland, Florida, nello stesso ospedale del padre. Un anno dopo, Hayes si trasferisce a Cholet, dove il padre prosegue la sua carriera da cestista. Hayes ha iniziato a giocare a basket da giovanissimo, sfidando spesso avversari più grandi nei campetti di Lakeland e Orlando. Nonostante il suo desiderio di frequentare il liceo negli Stati Uniti, rimane in Francia, su consiglio del padre.
Nel 2016 Hayes rifiuta l'offerta di iscriversi alla INSEP, un prestigioso istituto sportivo di Parigi, sempre su consiglio dei genitori. Inizia dunque a giocare per l'Espoirs Cholet nella LNB Espoirs, la lega under 21 francese, nonostante fosse spesso cinque o sette anni più giovane della maggior parte degli avversari. In sette partite, tiene le medie di 4,7 punti e 2,3 assist in soli 15,4 minuti di utilizzo a partita. Nell'aprile 2017 partecipa al Jordan Brand Classic International Game, dove viene premiato MVP (insieme a Addison Patterson) dopo aver messo a segno 13 punti, 7 assist e 5 palle rubate. Nella stagione 2017-2018 realizza 16,6 punti, 3,9 rimbalzi e 7,2 assist di media a partita. Hayes viene nominato MVP della regular season e, dopo aver trascinato la sua squadra alla vittoria del Trophée du Futur, MVP della suddetta competizione.

## Europa

### Cholet
Hayes debutta con la prima squadra dello Cholet il 21 ottobre 2017, all'età di 16 anni. Nel febbraio 2018 partecipa, come secondo più giovane partecipante all'evento, al BasketBall Without Borders durante l'NBA All-Star Weekend di Los Angeles. Nell'ultima partita della stagione 2018, Hayes realizza 12 punti e 6 assist nella vittoria contro Le Mans.
Prima della stagione 2018-2019, firma un triennale con Cholet, dopo aver considerato altre squadre europee. All'All-Star Weekend 2019, a Charlotte, partecipa, per la seconda volta, al Basketball Without Borders. Il 30 maggio 2019, Hayes realizza il suo career-high da 17 punti, 5 rimbalzi e 5 steals nella sconfitta contro l'Elan Chalon. In 34 partite tiene in media di 7,1 punti e 3,1 assist.

### Ratiopharm Ulm

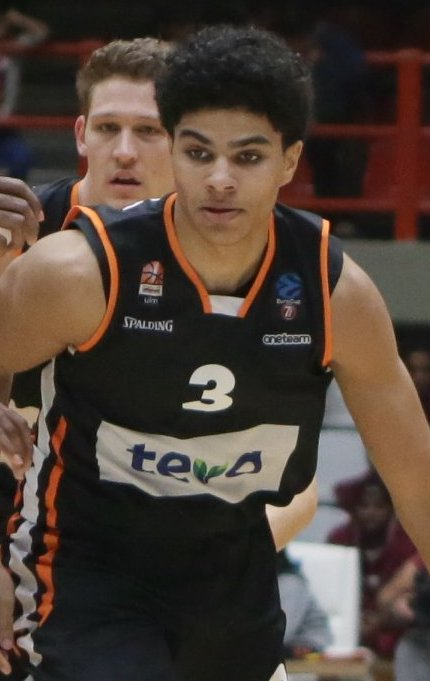
Hayes con la ratiopharm Ulm nel 2019

Il 2 agosto 2019 firma un triennale con la ratiopharm Ulm, squadra professionista nel campionato di massima divisione tedesco. Debutta per la prima volta in campionato il 24 settembre, mettendo a segno 15 punti, 6 rimbalzi e 6 assist nella vittoria contro la Rasta Vechta. Il debutto in EuroCup avviene invece il 2 ottobre nella sconfitta contro la Virtus Bologna, dove realizza 8 punti, 9 assist e 3 palle rubate. Il 18 dicembre realizza il suo nuovo career-high da 25 punti (con 5 tiri da 3) e 5 assist nella sconfitta contro la Maccabi Rishon LeZion. L'11 febbraio 2020 mette a referto una doppia-doppia da 20 punti e 10 assist nella sconfitta al supplementare contro l'Alba Berlino 112-106. Chiude la stagione con le medie di 11,6 punti, 5,4 assist, 2,8 rimbalzi e 1,5 palle rubate a partita.
Il 27 marzo 2020 si dichiara eleggibile per il Draft NBA 2020.

## NBA

### Detroit Pistons (2020-)
Viene selezionato con la 7ª scelta del Draft NBA 2020 dai Detroit Pistons. Dopo sole sette partite disputate, Hayes è costretto a fermarsi per un infortunio all'anca, che lo tiene ai box, per un totale di 41 partite, fino ad aprile. Alla trade deadline del 2024, dopo essere stato al centro di molte voci di mercato, non riuscendo a scambiarlo è stato tagliato da Detroit.

## Statistiche

### LNB Pro A (Jeep Elite)
| Anno      | Squadra  | PG | PT | MP   | TC%  | 3P%  | TL%  | RP  | AP  | PRP | SP  | PP  |
| --------- | -------- | -- | -- | ---- | ---- | ---- | ---- | --- | --- | --- | --- | --- |
| 2017-2018 | Cholet   | 9  | 0  | 9,1  | 57,1 | 66,7 | 66,7 | 0,5 | 1,2 | 0,0 | 0,1 | 2,2 |
| 2018-2019 | Cholet   | 33 | 0  | 19,8 | 43,2 | 19,2 | 82,0 | 2,3 | 3,1 | 1,0 | 0,2 | 7,2 |
| Carriera  | Carriera | 42 | 0  | 14,5 | 50,1 | 42,9 | 74,4 | 1,4 | 2,2 | 0,5 | 0,1 | 4,7 |

### Eurocup
| Anno      | Squadra | PG | PT | MP   | TC%  | 3P%  | TL%  | RP  | AP  | PRP | SP  | PP   |
| --------- | ------- | -- | -- | ---- | ---- | ---- | ---- | --- | --- | --- | --- | ---- |
| 2019-2020 | Ulma    | 10 | 0  | 26,8 | 45,5 | 39,0 | 90,9 | 4,4 | 6,2 | 1,5 | 0,2 | 12,8 |

### NBA

#### Regular Season
| Anno      | Squadra         | PG  | PT  | MP   | TC%  | 3P%  | TL%  | RP  | AP  | PRP | SP  | PP   |
| --------- | --------------- | --- | --- | ---- | ---- | ---- | ---- | --- | --- | --- | --- | ---- |
| 2020-2021 | Detroit Pistons | 26  | 18  | 25,8 | 35,3 | 27,8 | 82,4 | 2,7 | 5,3 | 1,0 | 0,4 | 6,8  |
| 2021-2022 | Detroit Pistons | 66  | 40  | 25,0 | 38,3 | 26,3 | 77,0 | 3,2 | 4,2 | 1,2 | 0,5 | 6,9  |
| 2022-2023 | Detroit Pistons | 76  | 56  | 28,3 | 37,7 | 28,0 | 82,1 | 2,9 | 6,2 | 1,4 | 0,4 | 10,3 |
| 2023-2024 | Detroit Pistons | 42  | 31  | 24,0 | 41,3 | 29,7 | 66,0 | 2,8 | 4,9 | 0,9 | 0,5 | 6,9  |
| Carriera  | Carriera        | 210 | 145 | 26,1 | 38,2 | 27,7 | 77,5 | 2,9 | 5,2 | 1,2 | 0,4 | 8,1  |

#### Massimi in carriera
- Massimo di punti: 28 vs Indiana Pacers (7 aprile 2023)[24]
- Massimo di rimbalzi:  8 (3 volte)
- Massimo di assist: 13 (2 volte)
- Massimo di palle rubate: 6 vs Cleveland Cavaliers (12 novembre 2021)
- Massimo di stoppate: 3 (2 volte)
- Massimo di minuti giocati: 42 vs Miami Heat (4 aprile 2023)

## Palmarès

### Individuale

#### LNB Espoirs
- LNB Espoirs MVP (2018)
- Trophée du Futur MVP (2018)

#### Nazionale
- FIBA Europe Under-16 Championship MVP (2017)

### Nazionale
- FIBA Europe Under-16 Championship (2017)
- FIBA Under-17 World Cup (2018)